# Johann Quistorp der Jüngere
Johann(es) Quistorp der Jüngere (* 3. Februar 1624 in Rostock; † 24. Dezember 1669 ebenda) war Theologieprofessor und Prediger in Rostock, viermaliger Rektor der Universität Rostock.

## Leben
Johann Quistorp wurde als drittes von zehn Kindern des Theologieprofessors Johann Quistorp (der Ältere) und dessen Ehefrau Barbara, geb. Domann, geboren. Seinen ersten Schulunterricht hatte er unter anderem bei Christoph Hauswedel, dem späteren Rechtsgelehrten und Vizepräsidenten des Mecklenburgischen Land- und Hofgerichts. Ab 1641 lernte er für ein Jahr und mehrere Monate an der Universität Greifswald. Danach kehrte er nach Rostock zurück und studierte unter seinem Vater Theologie. Am 17. April 1645 wurde er Magister.
Im selben Jahr lehnte sein Vater gesundheitsbedingt die vom Mecklenburger Herzog Adolf Friedrich gewünschte Teilnahme am Thorner Religionsgespräch ab. Grund war wohl auch, dass er die konfessionellen Auseinandersetzungen zwischen orthodoxen Lutheranern und den Anhängern von Georg Calixt voraussah. Johannes Quistorp der Jüngere wurde stattdessen als Beobachter geschickt. Er reiste nach Danzig und begleitete von dort aus Abraham Calov, einen Hauptvertreter des orthodoxen Luthertums und damaligen Rektor am Gymnasium in Danzig, zu den Verhandlungen, die nach drei Monaten ergebnislos endeten. Anschließend studierte er im Winter 1645/46 in Königsberg bei den bekannten Professoren Michael Behm und Christian Dreier und hielt Privatvorlesungen. Im Frühjahr 1646 reiste er nach Kopenhagen, wo er freundschaftliche Beziehungen zu dem Seeländischen Bischof Jesper Rasmussen Brochmand aufbaute. Zurück in Rostock übernahm er an der philosophischen Fakultät die frei gewordene Stelle eines Lehrers der Mathematik. Quistorp hielt Vorlesungen über Mathematik und Astronomie.
Nach gut einem Jahr ging er wieder auf Studienreisen; zuerst nach Hamburg, dann durch Ostfriesland in die Niederlande. Dort besuchte er unter anderem die Akademien in Groningen, Amsterdam und Utrecht. In Leiden hielt er sich für ein halbes Jahr auf und hielt Vorlesungen. Hier wurde er Hofmeister bei Adrian van Dunke und begleitete diesen nach Den Haag. Hier erhielt er den Ruf des Rats der Stadt Rostock zu dem außerordentlichen Lehrstuhl der Theologie. Er brach die Reise ab, kehrte nach Rostock zurück und trat sein Amt am 30. August 1649 an. In seiner Antrittsrede analysierte er den schlechten Zustand der lutherischen Kirche, ein Anliegen, das ihn sein ganzes Leben begleitete. Am 9. November 1649 wurde er zum Archidiakon an St. Jakobi gewählt.
Am 19. Februar 1650 wurde Quistorp Doktor der Theologie und heiratete am gleichen Tag Sophia Scharffenberg (1630–1691), die Tochter eines Rechtsgelehrten und Bürgermeisters der Stadt Rostock, Dr. iur. utr. Nicolaus Scharffenberg (1588–1651), und Anna Guhl (1599–1638). Sie bekamen zehn Kinder, darunter den Rostocker Theologieprofessor Johann Nikolaus Quistorp.
Sein Unterricht, besonders in der Theologie, war von besonderer Qualität. Mehrfach wurden ihm andere Stellen angeboten, die er jedes Mal ablehnte. Er erhielt mehrfach andere Stellungen angeboten, die er aber jedes Mal ablehnte. So wollte ihn der Graf von Oldenburg zum Superintendenten nach Delmenhorst berufen, Herzog Christian Ludwig I. von Mecklenburg als Superintendenten nach Parchim und noch kurz vor seinem Tode Herzog Gustav Adolf von Mecklenburg-Güstrow zur Superintendentur nach Neubrandenburg. Quistorp blieb in Rostock. Viermal war er Rektor der Rostocker Universität, das letzte Mal bis zu seinem Tode. Mehrfach übte er die Funktion des Dekans der Theologischen Fakultät aus. Er öffnete die Akademische Bibliothek der Allgemeinheit und führte öffentliche Buchauktionen ein, eine Einrichtung, die er in Holland kennen und schätzen gelernt hatte.
Am 24. September 1653 wurde er zum Pastor an St. Jakobi gewählt. Quistorp hatte bereits mit 30 Jahren eine herausragende Stellung in der Geistlichkeit und Lehre erreicht, die er für die Kirchenorganisation in der Stadt Rostock wirksam einsetzte. Er übernahm eine aktive Rolle in der Reformbewegung in Rostock und vertrat konsequent die kirchlichen Interessen gegenüber dem Rat der Stadt.
Sein Werk Epistola oder Pia Desideria gilt als erster programmatischer Reformvorschlag der Rostocker Theologen und hatte später entscheidenden Einfluss auf Theophil Großgebauer und seine Schrift Wächterstimme sowie auf Philipp Jacob Spener in Frankfurt am Main, dessen 1675 erschienene Schrift, die nicht zufällig gleichfalls Pia desideria hieß, oft als das Gründungswerk des Pietismus genannt wird. Die Pia Desideria von Johannes Quistorp wird als eines der wichtigsten Reformwerke des Luthertums im 17. Jahrhundert bezeichnet.
Zu Quistorps Forderungen gehörte die Disziplinierung des gesellschaftlichen Lebens durch die Kirche. Dazu sollten wesentliche Änderungen in der Form des Gottesdienstes sowie in der Organisation der Kirche vorgenommen werden. Dies äußerte er in seinen Schriften und praktizierte es auch an den Strukturen in Rostock. Unzureichende Ausbildung und mangelnde Disziplin in der Kirche stellten für ihn die wesentlichen Ursachen für die Missstände in der Kirche dar. Zu seinen Vorschlägen gehörten neben der Verbesserung der Ausbildung des Geistlichen auch die Forderung, eine Institution von Kirchenältesten aus besonders engagierten Laien einzurichten, um der Kirche hierdurch die Reformfähigkeit zu vermitteln. Er setzte durch, dass die Ausbildung verbessert wurde und niemand zu einem theologischen Amt zugelassen wurde, der nicht vorher ein Testat der Rostocker Universität erhalten hatte. Seine Bemühungen um Strukturveränderungen versuchte er mittels einer landesweiten Synode zu realisieren. Dies scheiterte aber am Widerstand der Herzöge, deren kirchliche Macht dadurch geschmälert worden wäre.
Nicht nur die Missstände in der Kirche beschäftigten ihn, sondern auch die sozialen Probleme seiner Zeit. Wie schon sein Vater kritisierte er den Rat, dass viele Kinder aufgrund des hohen Schulgelds keine Schulbildung erhielten. Er forderte ein besseres Armenwesen und mahnte die Waisenhäuser, ihr Geld besser zu verwalten, um so mehr Waisen aufnehmen zu können. Johannes Quistorp setzte die Bemühungen für die Einführung von Pastorenwitwenkassen, die sein Vater bereits 1632 in Rostock eingeführt hatte, landesweit fort.
Er galt trotz seiner resoluten und strengen Predigten als einer der beliebtesten Pastoren Rostocks.
Sein Grab befindet sich ungeachtet seiner Zugehörigkeit zu St. Jakobi neben dem seines Vaters in der Marienkirche im Längsschiff auf der linken Seite, zum Altar blickend. Ein Bildnis von ihm hat sich in der Marienkirche erhalten.